# Zehnkampf-Länderkampf der Männer 1973 BR Deutschland – Rumänien
| 21. Leichtathletik-Länderkampf mit bundesdeutscher Beteiligung 1973 | 21. Leichtathletik-Länderkampf mit bundesdeutscher Beteiligung 1973 |
| ------------------------------------------------------------------- | ------------------------------------------------------------------- |
|                                                                     |                                                                     |
| Zehnkampf-Vergleich der Männer: BR Deutschland – Rumänien           |                                                                     |
| Austragungsort                                                      | Trostberg                                                           |
| Wettbewerbe                                                         | 1                                                                   |
| Datum                                                               | 22./23. September                                                   |
| 1. FRG 2. ROU                                                       | 22.405 Punkte 21.455 Punkte                                         |
| Chronik                                                             |                                                                     |
| ← FRG-DNK (M)                                                       | erster LK 1974:00 FRG-HUN Springer/Werfer (F) →                     |

Der 21. und letzte Vergleich des Länderkampfjahres 1973 war ein Länderkampf der Zehnkämpfer. Der einzige Länderkampf der laufenden Saison nach dem Europacupfinale wurde am 22./23. September in Trostberg gegen Rumänien ausgetragen. In einer Zweierkonstellation hatte es diese Begegnung einmal zuvor gegeben. 1970 hatte die Bundesrepublik den Wettkampf gewonnen. Darüber hinaus hatten zwei weitere Aufeinandertreffen stattgefunden, in denen Polen als drittes Zehnkampfteam dabei gewesen war. In diesen beiden Länderkämpfen hatte die Bundesrepublik einmal vorne gelegen und zuletzt im Vorjahr, als die Mannschaft mit einem B-Team angetreten war, Rang drei belegt.

## Wettbewerbe und Modus
Jede Nation konnte vier Zehnkämpfer stellen, von denen die drei Besten durch Addition ihrer Punkte gewertet wurden.

## Ergebnis
Die drei gewerteten bundesdeutschen Zehnkämpfer belegten die ersten drei Plätze. Dadurch wurde das Aufeinandertreffen zu einer sehr einseitigen Angelegenheit. Das bundesdeutsche Team setzte sich sehr klar durch und besiegte Rumänien mit 22.405 zu 21.455 Punkten.

## Legende
Kurze Übersicht zur Bedeutung der Symbolik – so üblicherweise auch in sonstigen Veröffentlichungen verwendet:
| DNF | nicht im Ziel (did not finish) |
| DNS | nicht am Start (did not start) |

## Resultat
| Platz | Name               | Nation | Punkte | 100 m  | Weit- sprung | Kugel- stoßen | Hoch- sprung | 400 m  | 110 m Hürden | Diskus- wurf | Stabhoch- sprung | Speer- wurf | 1500 m     |
| ----- | ------------------ | ------ | ------ | ------ | ------------ | ------------- | ------------ | ------ | ------------ | ------------ | ---------------- | ----------- | ---------- |
| 1     | Wolfgang Linkmann  | FRG    | 7512   | 11,0 s | 6,83 m       | 15,30 m       | 1,86 m       | 51,0 s | 14,4 s       | 41,90 m      | 4,30 m           | 53,80 m     | 4:58,1 min |
| 2     | Helmut Kammermeier | FRG    | 7464   | 10,8 s | 6,65 m       | 14,18 m       | 1,78 m       | 50,7 s | 15,0 s       | 46,40 m      | 3,90 m           | 60,38 m     | 4:45,3 min |
| 3     | Detlef Schumacher  | FRG    | 7429   | 11,1 s | 6,87 m       | 13,77 m       | 1,86 m       | 49,7 s | 14,9 s       | 39,94 m      | 3,90 m           | 51,82 m     | 4:27,2 min |
| 4     | Nihai Nicolao      | ROU    | 7358   | 11,0 s | 6,87 m       | 13,52 m       | 1,82 m       | 51,4 s | 15,1 s       | 38,02 m      | 4,30 m           | 56,54 m     | 4:38,3 min |
| 5     | Radu Gavrilaş      | ROU    | 7291   | 11,2 s | 6,79 m       | 13,07 m       | 1,94 m       | 51,6 s | 14,7 s       | 38,98 m      | 4,20 m           | 55,56 m     | 4:54,4 min |
| 6     | Bara Gabor         | ROU    | 6806   | 11,0 s | 6,57 m       | 11,86 m       | 1,78 m       | 51,1 s | 15,8 s       | 39,00 m      | 3,50 m           | 51,20 m     | 4:42,8 min |
| 7     | Gheorghe Lixandru  | ROU    | 6722   | 11,0 s | 6,56 m       | 13,50 m       | 1,82 m       | 50,9 s | 15,5 s       | 41,02 m      | 3,00 m           | 50,98 m     | 5:10,2 min |
| DNF   | Kurt-Walter May    | FRG    |        | 10,9 s | 4,44 m       | DNF           | DNS          |        |              |              |                  |             |            |